# 青藤碱
青藤碱是从防己科落叶缠绕藤本植物青藤及毛青藤的干燥藤茎中提取的一种生物碱。青藤碱具有镇痛、镇咳、局部麻醉、降压、抗炎，并可释放组织胺，抑制平滑肌活动，临床用于治疗各种急、慢性关节炎、风湿及类风湿性关节炎、骨关节炎、滑膜炎、肩周炎、老年性腰腿痛、软组织损伤、各种神经性疼痛等。

## 理化性质
针状结晶(苯)，熔点161℃。溶化后熔点又升至182℃。[α]26D-71°(c=2.1，乙醇)，溶于乙醇、丙酮、氯仿和稀碱，微溶于水、乙醚和苯。

## 药理作用
- 镇痛作用：青藤碱在用小鼠电刺激法、热板法以及家兔光热刺激法的试验中，均证明具有肯定的镇痛作用。其镇痛作用的部位在中枢神经系统，镇痛所需的剂量约为吗啡的10倍，持续时间较短，连续应用也能产生耐受性。
- 镇静作用：青藤碱明显减少小白鼠的自发活动和被动活动，对巴比妥类睡眠时间并无明显影响。青藤碱有镇咳作用，镇咳效价与可待因相仿;略有催吐作用。

- 抗炎作用：青藤碱对大鼠甲醛性和蛋清性“关节炎”有显著的消退作用[1]，切除肾上腺或垂体后则无此作用。故抗炎作用原理可能是通过下丘脑影响垂体—肾上腺系统所致，而与释放组织胺无关。对豚鼠的主动性过敏性休克有防止作用，对犬则比较差。

- 降压作用，灌胃或静注对正常大白鼠、犬、麻醉猫及慢性肾型高血压犬均有降压作用；但反复给药易于快速耐受，降压可能与其抗肾上腺素作用及抑制加压反射机制有关。青藤碱还对几种不同类型的心律失常模型有一定拮抗作用。

- 镇咳作用，对大白鼠和猫的效价约与可待因相近。并对机体有强大的组织胺释放作用。实验还初步表明青风藤有明显细胞免疫兴奋作用；也有报告，青藤碱对机体非特异性与特异性免疫均有抑制作用。

- 对胃肠活动的影响：青藤碱给犬、猴口服常有轻度的胃肠不良反应；对离体的兔肠及豚鼠肠有抑制作用，并能对抗毛果芸香碱、组胺、乙酰胆碱及氯化钡的致痉挛作用。但对在位的犬及兔肠，静脉注射青藤碱均引起小肠暂时兴奋。注射青藤碱可增加胃液分泌及其酸度，胃蛋白酶活性无明显改变。对胃肠道的兴奋作用，主要是与组胺释放有关。青风藤的酸性提取物，能兴奋离体兔肠。

- 释放组织胺作用：青藤碱是目前所知的植物中最强的组织胺释放剂之一。

- 毒性：青藤碱小鼠口服半数致死量为580±51毫克/千克，皮下注射为535±41.9毫克/千克。犬和猴分别口服45及95毫克/千克，呈现镇静及轻度胃肠反应，但静脉给药立即出现高度衰竭、血压下降、呼吸困难，比较严重反应于1小时后恢复。

## 外部連結
- 青藤堿 Sinomenine （页面存档备份，存于） 中草藥化學圖像數據庫 (香港浸會大學中醫藥學院) （中文）（英文）